# Elusa bialbata
Elusa bialbata là một loài bướm đêm trong họ Noctuidae.